# Sztuczne drzewo

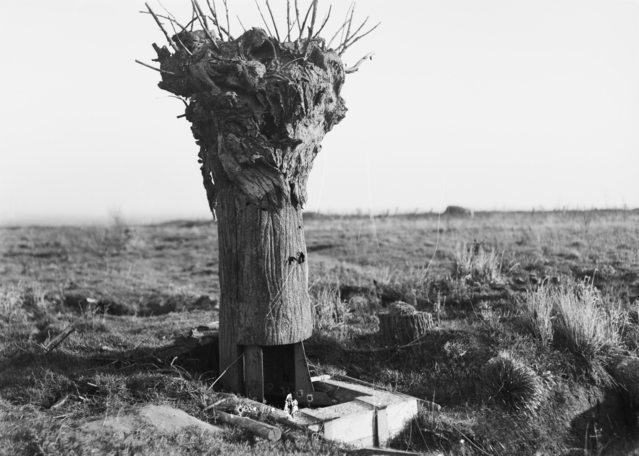
Sztuczne drzewo podczas bitwy pod Messines (1917)

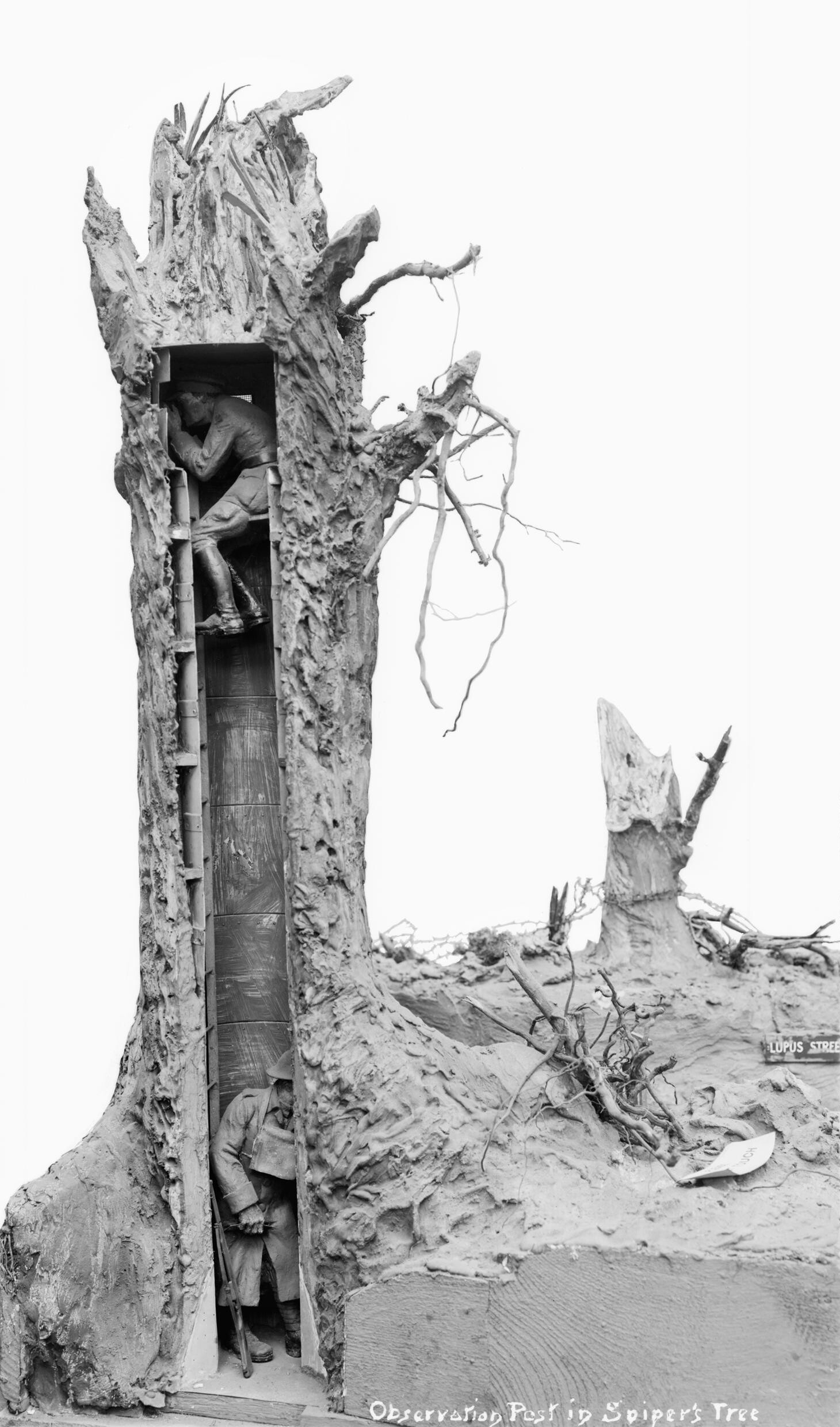
Przekrój sztucznego drzewa (zbiory: Imperial War Museum)

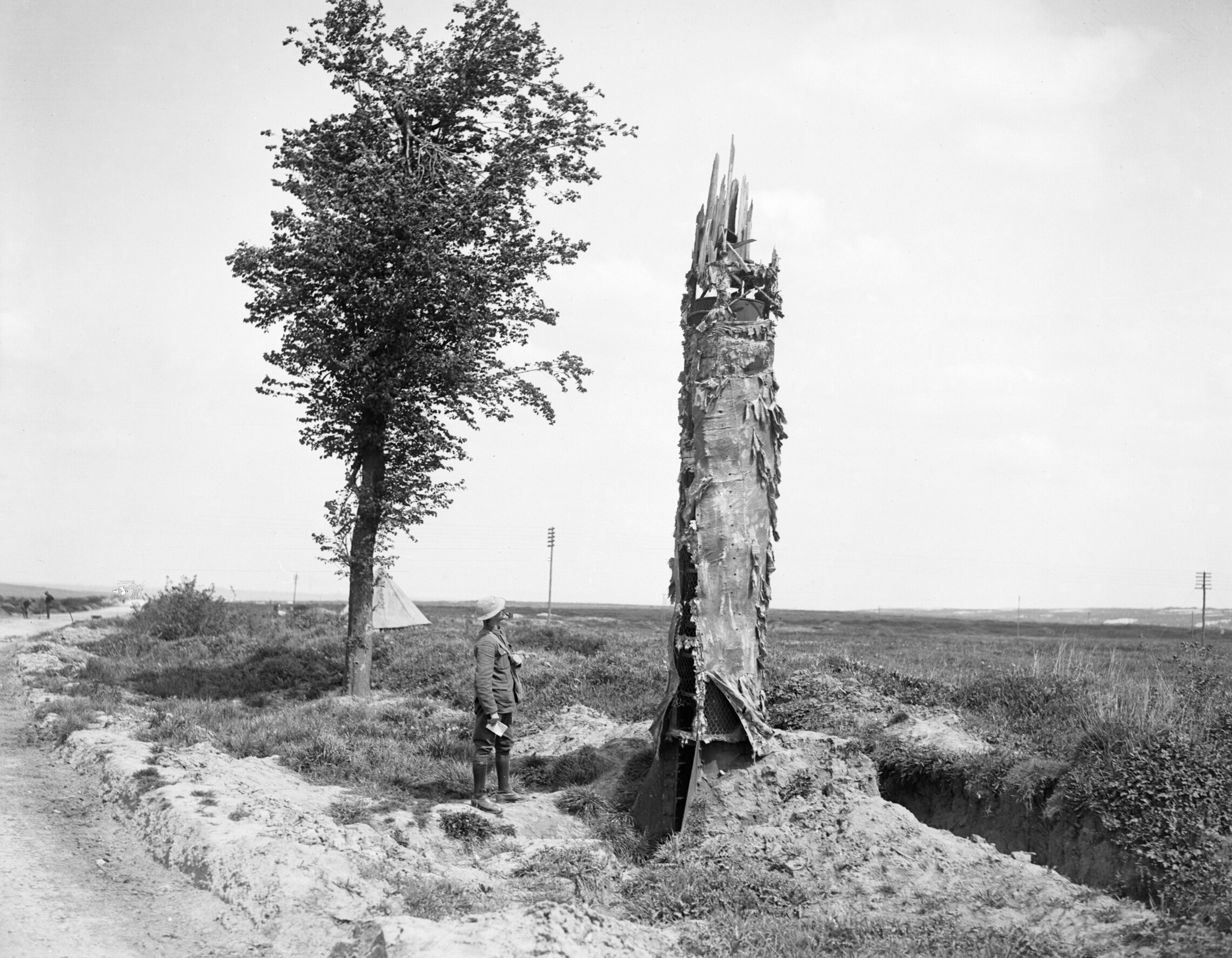
Sztuczne drzewo niedaleko Souchez (1918)

Sztuczne drzewo – posterunek obserwacyjny imitujący martwe drzewo wykorzystywany na froncie zachodnim I wojny światowej do rozpoznania sił i środków przeciwnika.

## Geneza
I wojna światowa już po kilku miesiącach od jej wybuchu przeistoczyła się w klasyczną wojnę pozycyjną. W sytuacji, gdy linie okopów były często bardzo blisko siebie, bezpieczna obserwacja ruchów nieprzyjaciela była bardzo utrudniona. W roku 1915 Francuzi jako pierwsi zastosowali sztuczne drzewa do cichej i niewidocznej obserwacji wroga, przekazując następnie swoją wiedzę Brytyjczykom. Ze sztucznych drzew korzystali także Niemcy.

## Budowa
Aby zbudować sztuczne drzewo wojska inżynieryjne musiały znaleźć martwe drzewo w pobliżu frontu, które zostało zniszczone przez pocisk artyleryjski lub bombę lotniczą – takie było najlepsze bo wyglądało jak klasyczny posusz. Następnie żołnierze wykonywali precyzyjne zdjęcia, pomiary i szkice martwego drzewa, zachowując tajemnicę przed wrogiem. Wszystkie szczegółowe informacje przekazywano na zaplecze frontu, gdzie artyści wojenni w specjalnie do tego przystosowanych warsztatach tworzyli dokładną replikę drzewa, mającą taką samą wysokość, martwe i połamane konary oraz korę wykonaną z pomarszczonego, malowanego żelaza. Aby kora wyglądała bardziej realistycznie, pokrywano ją szorstką, teksturowaną miksturą wykonaną z takich materiałów jak sproszkowane muszle.
Wnętrze sztucznego drzewa było wydrążone, a sztuczna kora otaczała wewnętrzną opancerzoną rurę, która chroniła znajdującego się w środku żołnierza przed pociskami. Żołnierz wspinał się po wąskiej sznurowej drabince przez środek drzewa i siadał na metalowym siedzeniu na szczycie. Fragmenty zewnętrznej kory odcinano i zastępowano metalową siatką, aby ukryć otwory widokowe dla obserwatora, który używając peryskopu lub teleskopu, lustrował otoczenie, a następnie przekazywał to, co widzi, żołnierzom na dole.
Sztuczne drzewo musiało być instalowane w nocy, w czasie ostrzału artyleryjskiego, celem odwrócenia uwagi nieprzyjaciela, by nie zmienić krajobrazu i nie wzbudzić podejrzeń u przeciwnika. Żołnierze wojsk inżynieryjnych wyrywali oryginalne drzewo, wykopywali dziurę w miejscu jego korzeni, a następnie instalowali sztuczne drzewo.